# Sant'Andrea de Fractis
Sant'Andrea de Fractis, även benämnd Sant'Andrea in Massa Iuliana, var en kyrkobyggnad i Rom, helgad åt den helige aposteln Andreas. Den var belägen vid dagens Via di San Vito i dåvarande Rione Monti (nuvarande Rione Esquilino).

## Kyrkans historia
Omkring år 1270 grundades på denna plats ett kloster med kyrka av ärkeprästen vid basilikan Santa Maria Maggiore, kardinal Ottobono Fieschi, sedermera påve Hadrianus V; klostret var till för nunnor vilka följde den helige Dominicus regel. Det råder emellertid inte samstämmighet om de historiska omständigheterna, men enligt den tyske arkeologen Christian Hülsen ersatte Sant'Andrea de Fractis den under påve Leo III:s pontifikat omnämnda kyrkan Sant'Andrea in Massa Iuliana. Hülsen hävdar därutöver, att den nya kyrkan övertog Sant'Andrea in Massa Iuliana som alternativnamn. Enligt Louis Duchesne hade Sant'Andrea de Fractis det italienska namnet Sant'Andrea delle Fratte (icke att förväxla med Sant'Andrea delle Fratte i Rione Colonna); fratte betyder ”snår” eller ”buskar”. Påve Nicolaus IV gav kyrkan Sant'Andrea de Fractis flera avlatsprivilegier.
År 1433 lämnade dominikanernunnorna detta kloster och avlöstes av benediktinermunkar. Klostret och kyrkan Sant'Andrea de Fractis revs efter mitten av 1600-talet för att ge plats åt ett nytt kloster med kyrka, grundat av adelsdamen Livia Vipereschi (1606–1675) – Santa Maria della Concezione delle Viperesche.

## Omnämningar i kyrkoförteckningar
| Katalog                   | År         | Benämning                            |
| ------------------------- | ---------- | ------------------------------------ |
| Il Catalogo di Torino     | cirka 1320 | Monasterium sancti Andree de Fractis |
| Il Catalogo del Signorili | cirka 1425 | sci. Andree de Fractis               |